# Viola canadensis
Viola canadensis är en violväxtart som beskrevs av Carl von Linné. Viola canadensis ingår i släktet violer, och familjen violväxter.

## Underarter
Arten delas in i följande underarter:
- V. c. rugulosa
- V. c. scariosa
- V. c. scopulorum

## Bildgalleri

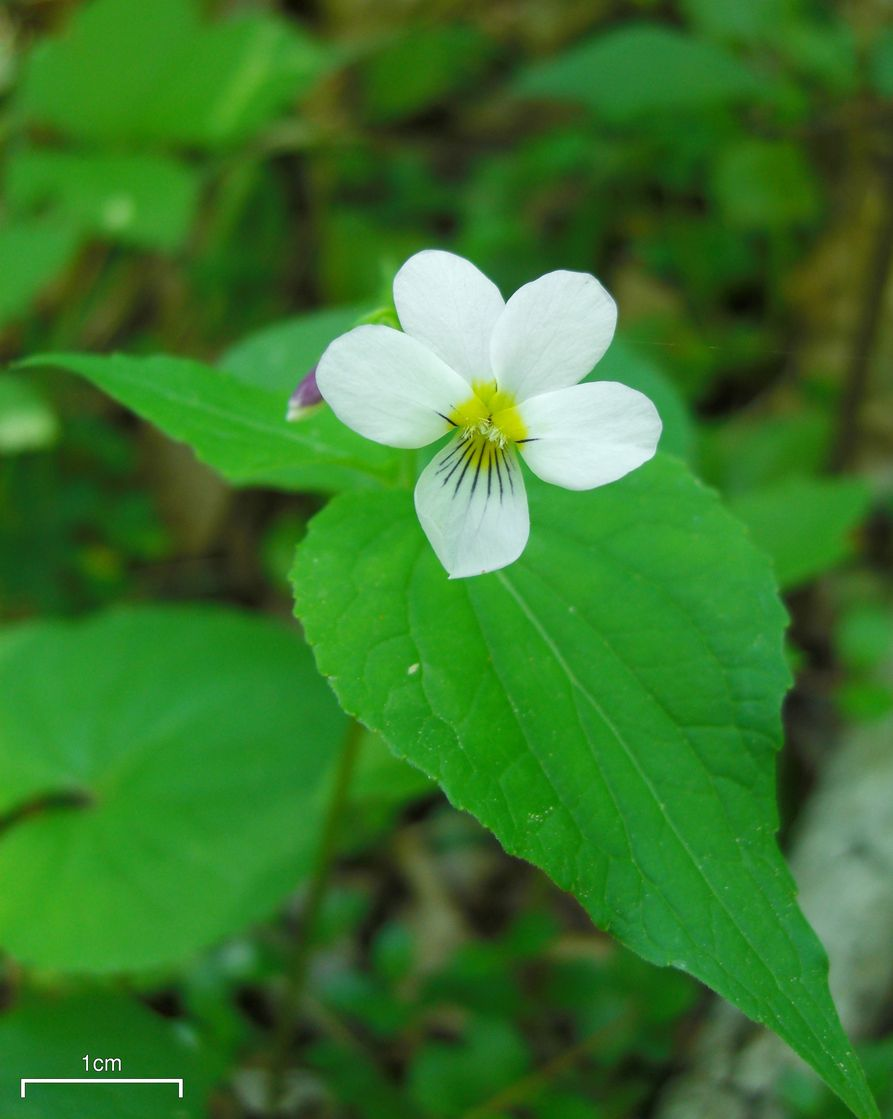
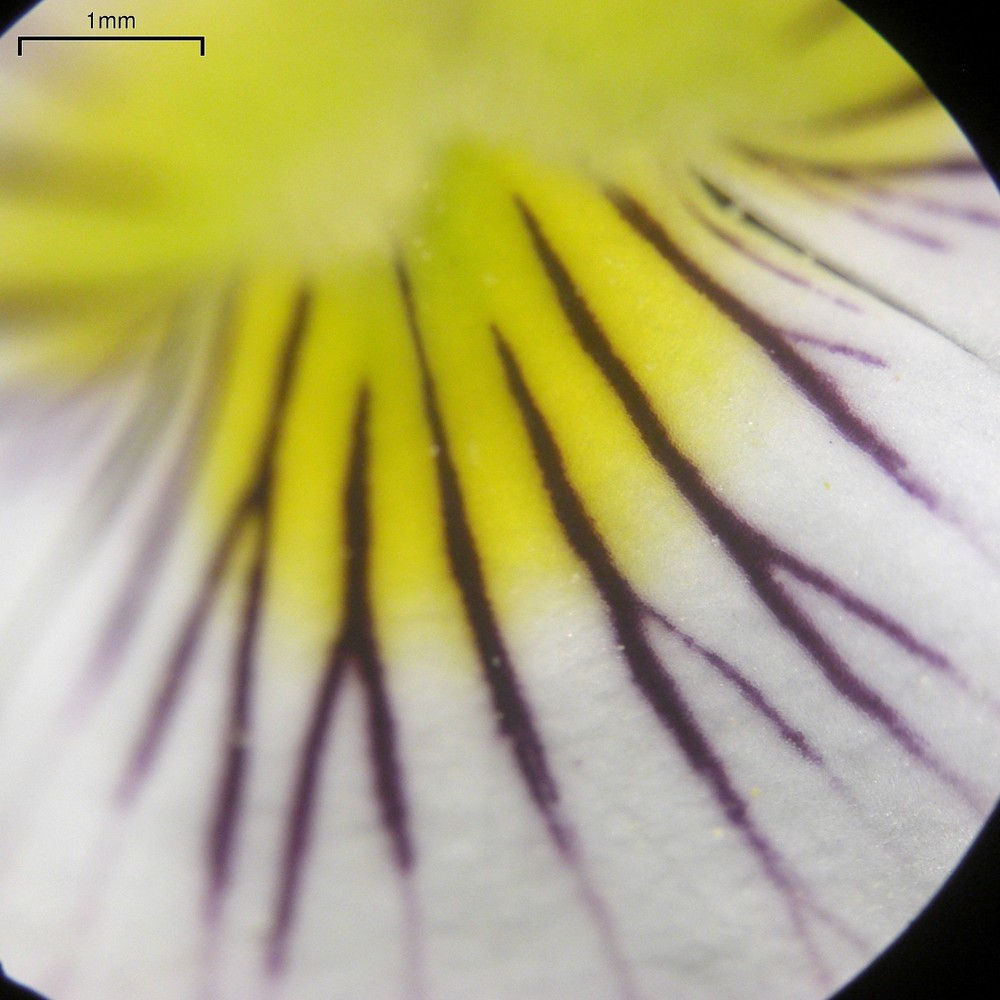
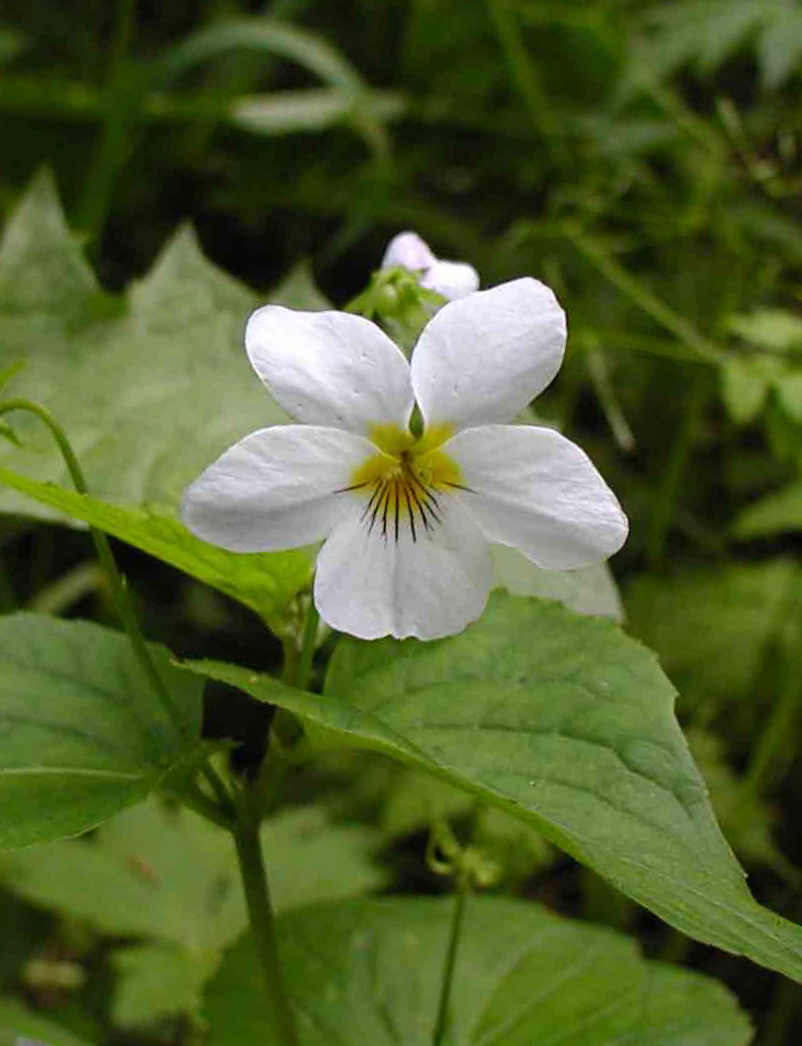
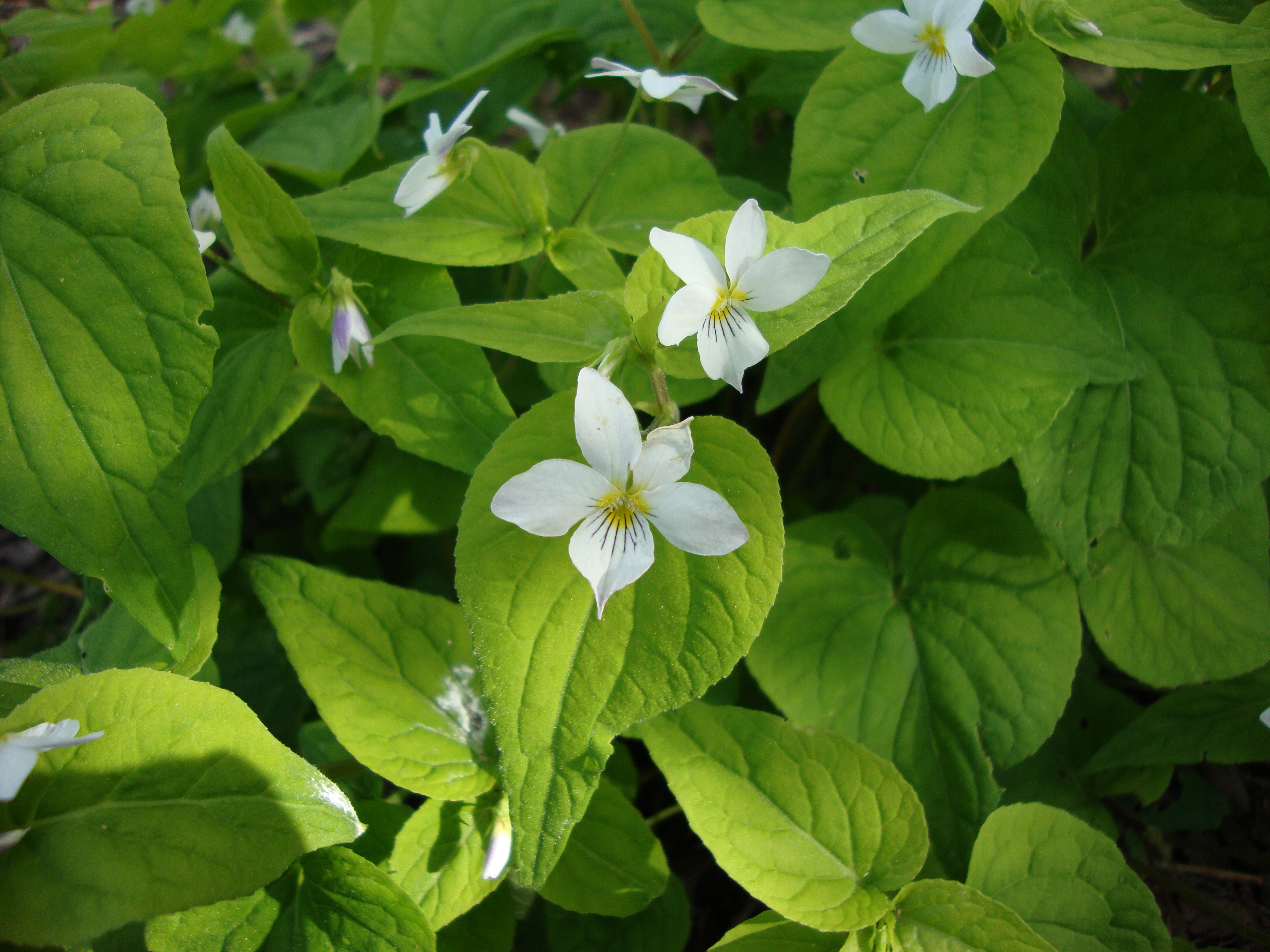
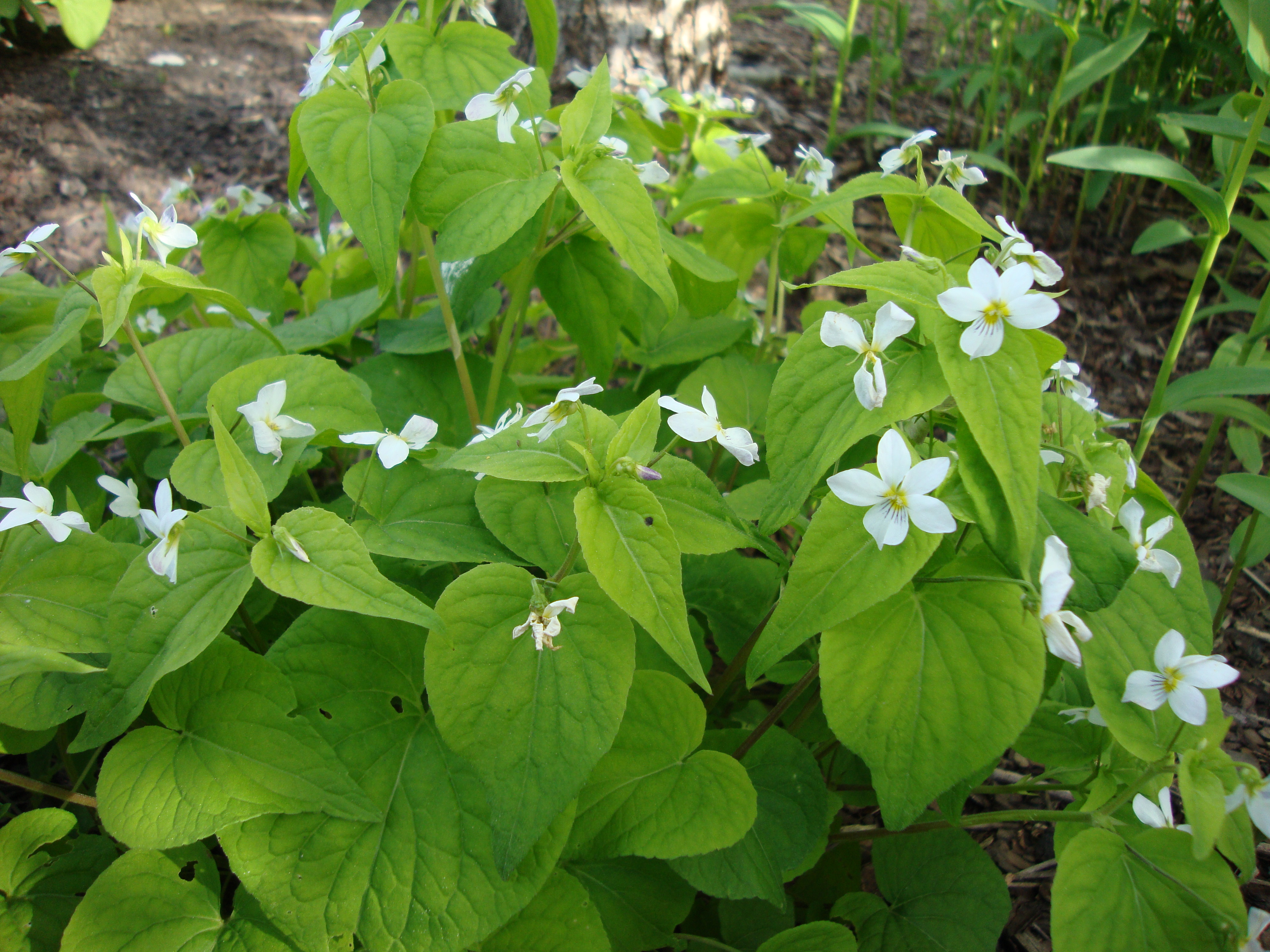
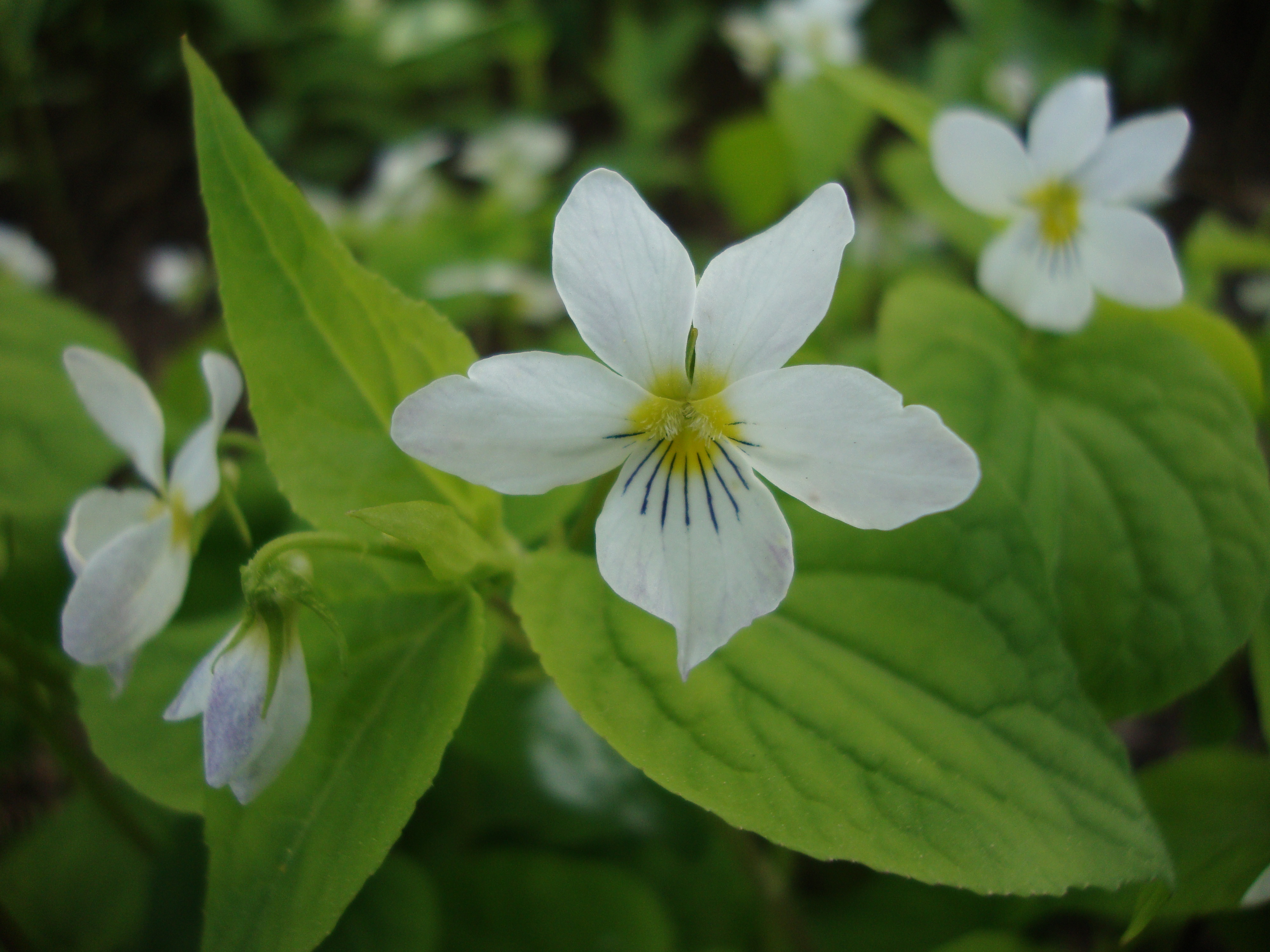